# Протести поводом убиства Џорџа Флојда
Протести поводом смрти Џорџа Флојда низ су нереда и демонстрација у Сједињеним Америчким Државама. Настали су као одговор на смрт Афроамериканца Џорџа Флојда приликом хапшења и уопштену полицијску бруталност у тој земљи. У почетку су били локални, али су брзо ескалирали у великом броју градова у САД, па и глобално. Протести су започели у граду Минеаполис, у Минесоти, 26. маја 2020. године, дан након смрти Џорџа Флојда.
Закључно с 1. јуном, демонстрације су одржане у више од 200 градова у САД и у другим градовима у иностранству. Најмање 12 већих градова је прогласило полицијски час на вече 30. маја. До 2. јуна, гувернери 24 државе и Вашингтона, Округ Колумбија  позвали су у помоћ Националну гарду, с преко 17.000 активних трупа. Од почетка протеста до 2. јуна, најмање 5.600 људи је ухапшено.

## Галерија
- Зграда у пламену у Минеаполису, Минесота
- Ватрогасци проматрају штету у Минеаполису, 28. мај 2020.
- Графити „Животи црнаца су важни” и „Fuck 12” на опљачканој продавници у Минеаполису, 28. мај 2020.
- Протести у Колумбусу 28. маја 2020.
- Центар Индијанаполиса, 29. мај 2020.
- Протест код амбасаде САД у Берлину, 30. мај 2020.
- Марш у Бруклину, Њујорк, 30. мај 2020.
- Јединице СВАТ-а надгледају да ли грађани поштују полицијски час у округу Чарлстон, 31. маја 2020.